# 国民革命军暂编第五军
国民革命军暂编第五军历史上2次组建。

## 西北军庞炳勋部组建的第1个暂编第五军
前身是孙岳国民三军混成第2旅。1927年3月河南保卫军第3军被改编为国民革命军暂编第五军
- 军长庞炳勋
- 第58师，师长谭炳衡
- 第59师，师长马法五

1927年4月四一二事变后，拒绝服从武汉国民政府命令讨蒋，投靠冯玉祥改编为国民革命军第2集团军东路军第二十军。

## 胡宗南系的第2个暂编第五军
1945年初国民革命军整编，新建暂编第五军，隶属第36集团军：
- 军长李汉章
- 新编第41师：原属第四十二军。师长禇静亚。
- 预备第8师：原属第二十七军。师长林伟。

抗战胜利后，该军番号和新41师、预8师裁撤。